# Popestar
Albums de Ghost
Meliora
(2015) Prequelle
(2018)
Singles
1. Square Hammer
Sortie : 12 septembre 2016

Popestar est le deuxième EP du groupe de heavy metal suédois Ghost. Le disque a été produit par Tom Dalgety, et est sorti le 16 septembre 2016 chez Loma Vista Recordings. Le premier single du disque, Square Hammer, est sorti le 12 septembre 2016. 
Le groupe entame une tournée en Amérique du Nord peu après la sortie du disque.

## Liste des titres
| No | Titre                                        | Durée |
| -- | -------------------------------------------- | ----- |
| 1. | Square Hammer                                | 3:59  |
| 2. | Nocturnal Me (reprise d'Echo & the Bunnymen) | 5:13  |
| 3. | I Believe (reprise de Simian Mobile Disco)   | 4:06  |
| 4. | Missionary Man (reprise d'Eurythmics)        | 3:42  |
| 5. | Bible (reprise d'Imperiet)                   | 6:34  |

## Membres du groupe
- Papa Emeritus III − chant
- − guitare
- − basse
- − guitare rythmique
- − clavier
- − batterie

## Classements
| 2016                      | Meilleure position |
| ------------------------- | ------------------ |
| France (SNEP)             | 44                 |
| Nouvelle-Zélande (RMNZ)   | 7                  |
| Suède (Sverigetopplistan) | 3                  |